# Pfarrkirche Kirchheim im Innkreis

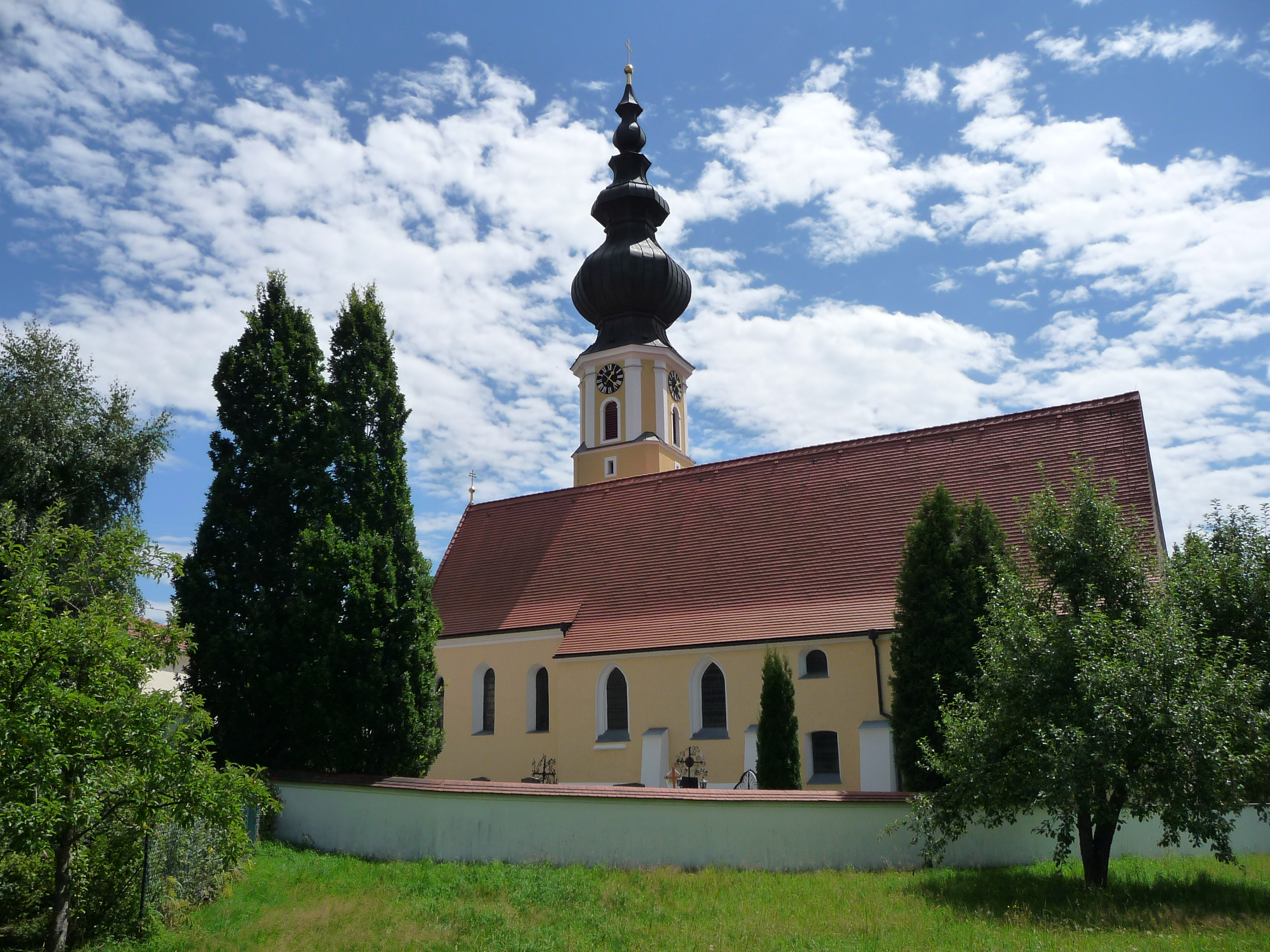
Pfarrkirche hl. Nikolaus in Kirchheim

Die Pfarrkirche Kirchheim im Innkreis steht im Ort Kirchheim in der Gemeinde Kirchheim im Innkreis in Oberösterreich. Die römisch-katholische Pfarrkirche hl. Nikolaus gehört zum Dekanat Altheim-Aspach in der Diözese Linz. Die Kirche steht unter Denkmalschutz.

## Geschichte
Die Kirche wurde 1140 urkundlich genannt. 

## Architektur

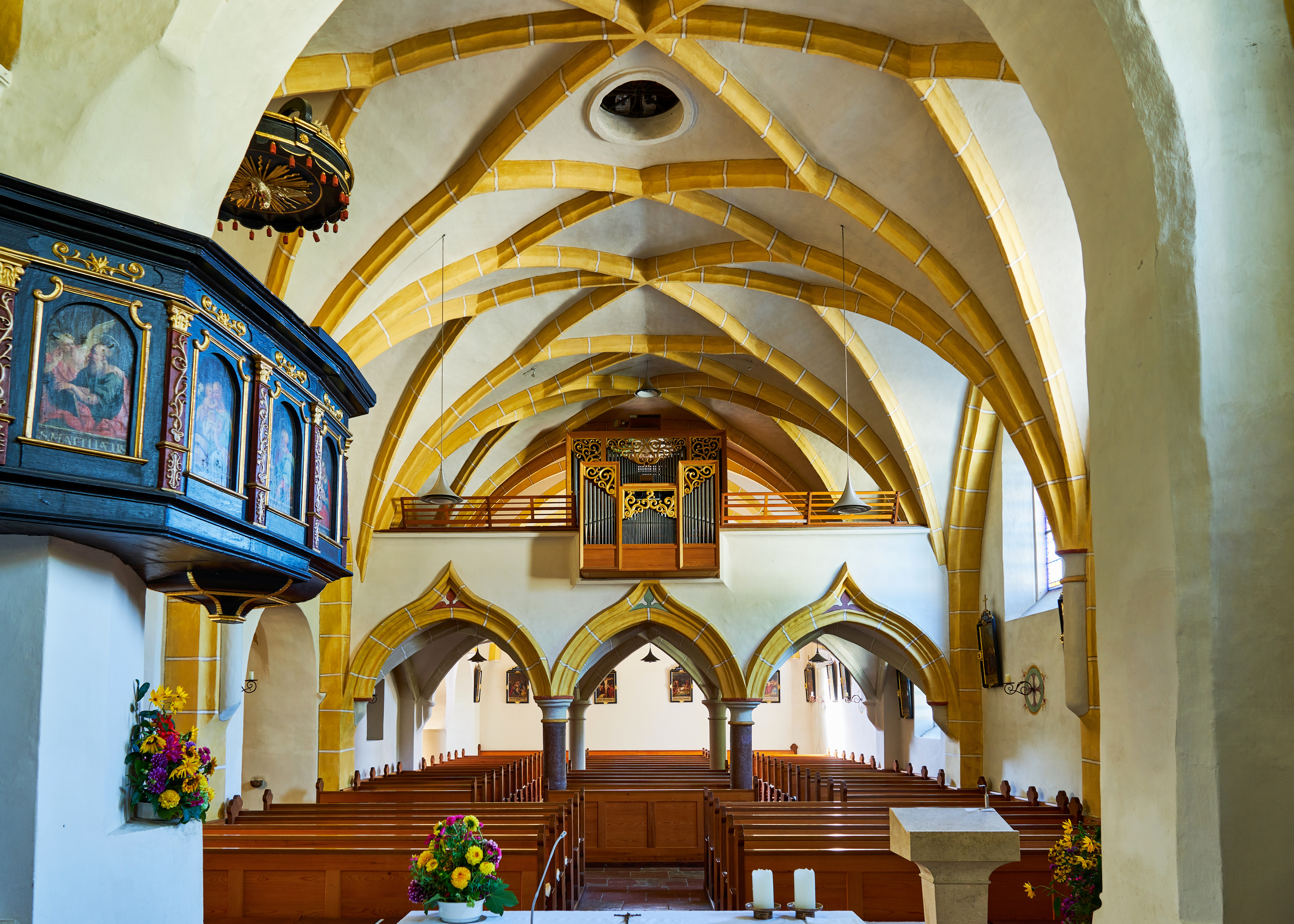
Blick zum Langhaus

Die gotische teils barockisierte Kirche hat ein einschiffiges dreijochiges Langhaus mit einem Netzrippengewölbe auf Halbkreisdiensten und einen eingezogenen dreijochigen Chor mit einem Dreiachtelschluss. Die Kirche hat teils gotische Maßwerkfenster, welche innen mit Stuck barockisiert wurden. Die dreiachsige kielbogige Westempore ist netzrippenunterwölbt. Die südliche Kapelle erhielt 1763 ein barockes Gewölbe mit Stuck. Vor dem Südportal ist ein kreuzrippengewölbter Vorraum. Der Turm im südlichen Chorwinkel mit einem kreuzrippengewölbten Läuthaus hat oben abgeschrägte Ecken und erhielt 1765 einen hohen Zwiebelhelm mit einer Laterne.

## Ausstattung

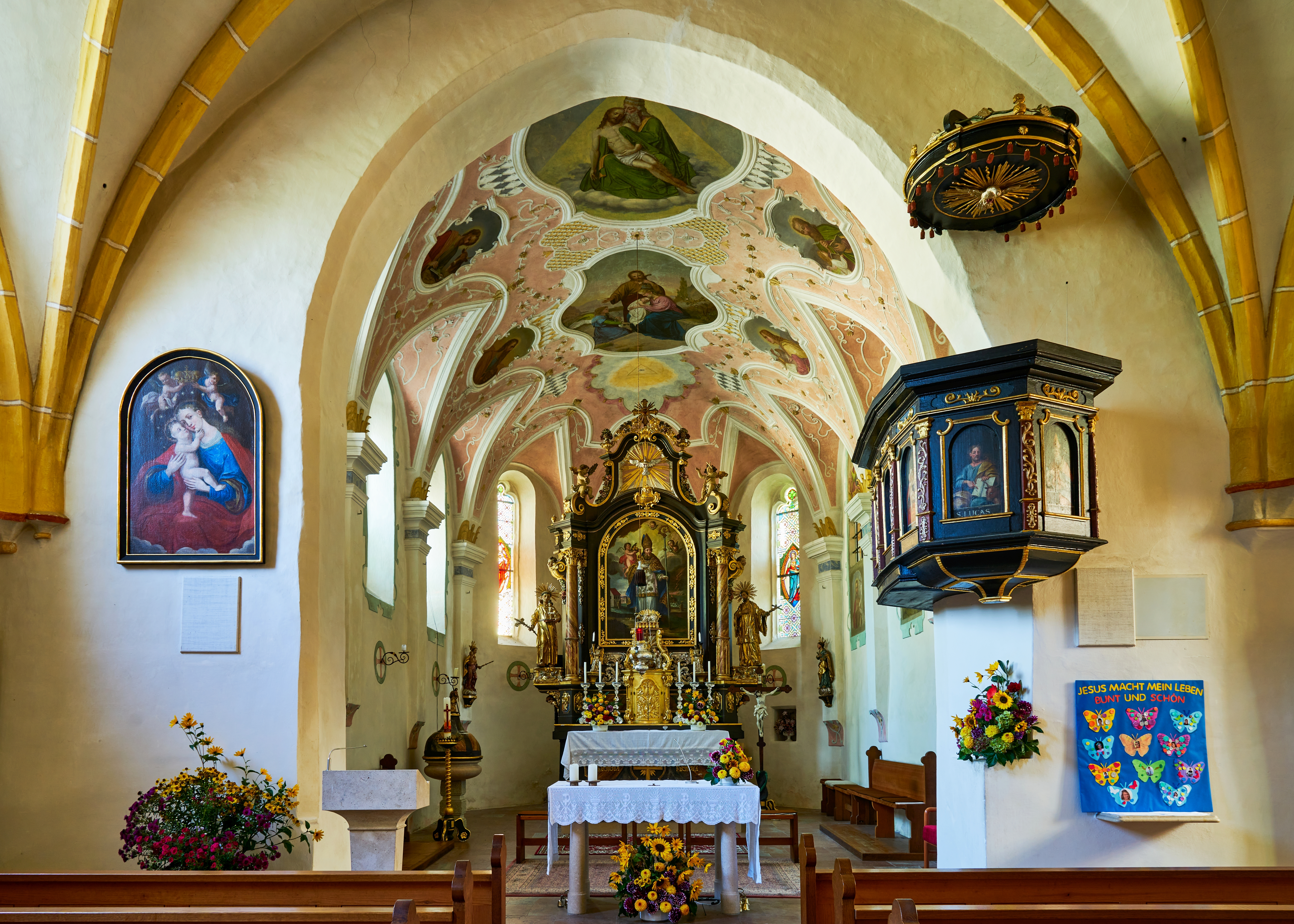
Blick zum Chor

Die neubarocken Altäre wurden von 1941 bis 1952 geschaffen. Die Kanzel ist aus der zweiten Hälfte des 17. Jahrhunderts. Ein Vortragekreuz und die Holzgruppe Taufe Christi aus der Mitte des 18. Jahrhunderts sind in der Art des Franz Schwanthaler gestaltet.
Im Langhaus hängen zwei Bilder Johannes der Täufer und Johannes Evangelist aus dem 3. Viertel des 18. Jahrhunderts, welche aus der abgebrochenen Kilianskirche in Au hierher übertragen wurden.